# Acilius (genre)
Genre
Acilius est un genre d'insectes de l'ordre des coléoptères, de la famille des dytiscidés, de la sous-famille des dytiscinés.

## Espèces rencontrées en Europe
Selon Fauna Europaea (7 janvier 2022) :
- Acilius (Acilius) canaliculatus (Nicolai, 1822)
- Acilius (Acilius) sulcatus (Linnaeus, 1758) - Acilie sillonnée
- Acilius (Homoeolytrus) duvergeri Gobert, 1874

## Liste d'espèces
Selon Catalogue of Life (31 août 2014) :
- Acilius abbreviatus Mannerheim - Canada
- Acilius athabascae Larson - Canada
- Acilius canaliculatus
- Acilius confusus
- Acilius duvergeri
- Acilius fraternus (Harris) - du Massachusetts à la Floride et à l'ouest jusqu'au Texas, Kansas et Iowa
- Acilius japonicus
- Acilius kishii
- Acilius mediatus (Say) - Est des États-Unis et sud-est du Canada
- Acilius semisulcatus Aubé - Canada
- Acilius sinensis
- Acilius sulcatus
- Acilius sylvanus Hilsenhoff - Canada

## Liste des sous-genres
Selon ITIS (31 août 2014) :
- sous-genre Acilius (Acilius) Leach, 1817
- sous-genre Acilius (Homoeolytrus) Gobert, 1874